# Tom Odell
Thomas Peter Odell (Chichester, Anglaterra, 24 de novembre de 1990), més conegut com a Tom Odell, és un cantautor anglès. Llançà el seu primer EP, Songs from Another Love, el 2012 i guanyà el Brit award de la Crítica a principis de 2013. El seu primer àlbum d'estudi, Long Way Down es publicà el 24 de juny de 2013.

## Discografia
Àlbums d'estudi
- 2013 – Long Way Down[2]
- 2016 – Wrong Crowd
- 2018 – Jubilee Road
- 2021 – Monsters
- 2022 – Best Day of My Life
- 2024 – Black Friday
- 2025 – A Wonderful Life

EPs
- 2012: Songs from Another Love
- 2013: The Another Love

Senzills
- 2013 I Know
- 2013 Grow Old with Me
- 2013: Hold me
- 2013: Another Love